# Adult Video News
Adult Video News (AVN) – specjalistyczny miesięcznik, poświęcony przemysłowi pornograficznemu w USA. Redakcja pisma mieści się w San Fernando Valley. Magazyn powstał w 1982 roku z inicjatywy Paula Fishbeina, Irva Slifkina oraz Barry'ego Rosenblatta w Drexel Hill w stanie Pensylwania. Od 1984 roku magazyn przyznaje nagrody AVN Awards.